# コペル (モデルプロダクション)
株式会社コペル（こぺる、coper）は、東京都千代田区神田神保町に本社を置くモデル事務所、FLASHアニメ制作および芸能事務所。2008年設立。
キャッチコピーは「理系が作った芸能事務所」。

## 所属タレント
現在は所属者がおらず、YouTube運営代行、映像制作、コンテンツ、アプリ運営事業を手掛けている。

## 過去の所属者

### 女性タレント・モデル
- 安久澤ユノ
- 松本桃花
- 南野恵子
- 小蔵麻美
- 杵淵未夢
- 小原麻衣
- 松川佑依子（2016年3月末に引退・廃業）
- 橋本真帆（浅井企画を経て現在はケイダッシュグループのブランニューミュージックに所属）
- 染谷有香（バグジーを経て現在はホリプロに所属）
- 高咲里音
- 早河茉奈
- 佐藤あずさ（YScompanyに移籍）

### 男性タレント
- 悠

### 声優
- 小原莉子（オブジェクト移籍後、事務所のマネージメント事業終了に伴い現在はフリー）
- 菊地燎（アミュレートを経て現在はジャストプロに所属）
- 野宮一範（現在はレオパード・スティールに所属）
- 上村彩子（元AKB48）（現在はキャトルステラに所属）
- 神梛めい（現在はスタイルキューブに所属）
- 寺下知輝（東京俳優生活協同組合に移籍後引退）
- 宮崎珠子（現在は東京俳優生活協同組合に所属）

### その他
- 多田宏
- The Sketchbook（2015年3月解散）